# Cristhian Stuani
Cristhian Ricardo Stuani, més conegut com a Stuani (Tala, Canelones, Uruguai, 12 d'octubre de 1986) és un futbolista uruguaià amb passaport italià. Juga de davanter i el seu club actual és el Girona Futbol Club de La Liga.

## Trajectòria esportiva
Va començar la seva carrera en el futbol professional a l'Uruguai, al Danubio Fútbol Club de la primera divisió uruguaiana. Amb tan sols 18 anys, va arribar a jugar 21 partits en els dos anys i mig que va romandre a l'equip, i va decidir buscar una sortida en forma de cessió a un equip menor per jugar més partits. El 7 de febrer de 2007 el Club Atlético Bella Vista de la Segona Divisió uruguaiana va aconseguir la seva cessió durant sis mesos. En aquest equip va fer una bona temporada (arriba a marcar 14 gols en 18 partits) i el Danubio Fútbol Club decidí repescar-lo tan bon punt acaba la temporada.
De nou al Danubio, continua fent bons partits i els seus 19 gols en 16 partits atrauen l'interès d'equips europeus. Finalment, el 4 de gener de 2008 el Reggina Calcio de la Serie A italiana n'aconsegueix el traspàs. Stuani coincidiria a l'equip italià amb el seu vell company del Danubio Fútbol Club Edinson Cavani.
Però en la seva nova etapa a Itàlia no arriba a tenir les grans actuacions que el precedien, i després d'anotar només un sol gol en setze partits, l'equip decideix buscar-li una cessió en un equip menor, tal com havia passat al Danubio. Així, el 4 d'agost de 2009 marxa cedit a l'Albacete Balompié de la segona divisió espanyola.
La temporada 2009/10 Stuani marca 23 gols en 40 partits disputats, i queda segon en la lluita pel Pitxitxi de la Segona divisió, darrere de Jorge Molina de l'Elx Club de Futbol. Al final de la temporada, amb la permanència al sarró, Stuani torna al Reggina Calcio.
La temporada 2010-2011, el golejador va ser cedit al Llevant UD (i així va debutar a la primera divisió), en què va marcar 8 gols en 30 partits.
Per la temporada 2011-2012, l'uruguaià va ser cedit de nou, aquesta vegada al Racing de Santander.
La temporada 2012-2013, la Reggina finalment va traspassar Stuani a l'Espanyol, on va signar un contracte per 4 temporades, amb el qual va marcar 25 gols en 103 partits durant les tres temporades que hi va jugar.
El 31 de maig de 2014 va entrar a la llista definitiva de seleccionats per disputar la Copa del Món de Futbol de 2014 al Brasil.
El juliol de 2015 fou traspassat al Middlesbrough Football Club (a petició del seu entrenador Aitor Karanka) per quatre milions d'euros, diners que l'Espanyol hauria de repartir amb el Reggina, que tenia el 50 per cent dels drets del jugador.

### Girona
El 21 de juliol de 2017, Stuani fitxa pel Girona FC, equip que tot just acabava d'ascendir a primera divisió. Va debutar amb l'equip gironí el 19 d'agost, marcant dos gols en un empat per 2-2 contra l'Atlètic de Madrid. Stuani va acabar el seu primer any a la cinquena posició en la classificació de màxims golejadors amb 21 gols, ajudant a l'equip a aconseguir sobradament la permanència a primera divisió.
Stuani va acabar el seu primer any cinquè en la taula de màxims golejadors amb 21 goals, ajudant l'equip a mantenir la categoria fàcilment. El 10 de març de 2019, va esdevenir el màxim golejador del club a primera, amb 38 gols, després d'una derrota per 2–3 contra el València CF a l'Estadi de Montilivi, superant Jandro; malgrat que va fer 19 gols durant la temporada i fou novament el cinquè màxim golejador de la categoria, el club va acabar descendint en el darrer partit.
A continuació, diversos clubs varen temptejar Stuani per un traspàs a l'estiu, entre ells el FC Barcelona Malgrat tot, el jugador va renovar fins al 2023. Es va perdre els dos primers partits de la següent temporada per una lesió a l'engonal, però va marcar en la seva primera aparició, el dia 1 de setembre de 2019 per ajudar el seu equip a guanyar el Màlaga per 1–0; i va afegir un hat-trick el següent cap de setmana, per derrotar el Rayo Vallecano (3–1).
El juny de 2022 esdevingué el màxim golejador històric del Girona, amb 106 gols en 176 partits, superant qui ho havia estat durant 70 anys, Arcadi Camps (105 gols en 130 partits).

## Palmarès
Girona Futbol Club:
- 1 Supercopa de Catalunya de futbol (2018-19)

### Distincions individuals
- Màxim golejador de la Primera divisió uruguaiana: 2007-08.